# Scoop
Lo scoop (dall'inglese scoop) è una notizia giornalistica particolarmente sensazionale in quanto pubblicata da un mezzo d'informazione per la prima volta, in anticipo sui concorrenti.

## Descrizione
Una notizia potrebbe avere la caratteristica di scoop se mette in risalto contraddizioni tra un avvenimento e la sua versione ufficiale, mediante la ricerca di prove documentate, oppure se fa conoscere al pubblico notizie nascoste (perché potrebbero mettere in discussione poteri o mansioni di responsabilità).
Con uno scoop, il giornalista che ha acquisito personalmente la notizia mette in risalto le proprie capacità personali, la testata giornalistica che la pubblica aumenta la tiratura ed i lettori ricevono una nuova versione su fatti spesso già noti.
Molto spesso dagli scoop possono nascere dibattiti accesi, soprattutto quando lo scoop riguarda poteri forti a livello politico, economico e militare, che possono durare anche settimane e mesi su giornali, televisioni, radio e siti internet.

## Scoop celebri
Uno degli scoop più celebri del XX secolo è stato quello dell'annuncio della resa della Germania nazista. La firma avvenne in segreto, nella notte tra il 6 e il 7 maggio 1945. All'evento presenziarono sedici giornalisti statunitensi. I militari chiesero loro di divulgare la notizia solo dopo le 23 dell'8 maggio, ora in cui la resa sarebbe entrata in vigore. Ma alle 14 del 7 maggio una radio locale tedesca diffuse la notizia. Edward Kennedy, corrispondente di guerra della Associated Press, si considerò dunque sciolto dal vincolo e chiamò immediatamente la redazione di Londra della AP per comunicare la notizia.

## Falsi scoop
Vengono definiti impropriamente "scoop" anche articoli riguardanti la vita privata di persone famose. Questi articoli sono in realtà cronache scandalistiche o pettegolezzi.
A volte vengono realizzati falsi scoop, talvolta anche pilotati dai servizi segreti di stati rivali, allo scopo di ottenere vantaggi politici influenzando l'opinione pubblica; come è successo in Romania nel 1989 in cui un falso scoop ha portato alla destituzione e al linciaggio del capo di Stato Nicolae Ceaușescu e della moglie Elena. Falso scoop è stata anche, per lo stesso episodio, l'immagine della coppia senza vita.
A volte falsi scoop sono realizzati da testate d'informazione per farsi pubblicità, mentre altre volte si realizzano scoop virtuali con il semplice scopo di realizzare esperimenti sociali, per dimostrare che un sapiente montaggio può creare una notizia inesistente. Famosi falsi scoop sono la notizia dell'atterraggio dei marziani a Chicago, data nel 1938 dallo scrittore Orson Welles sulle stazioni radio statunitensi della Columbia, che generarono il panico tra gli ascoltatori, informati della falsità della notizia solo alla fine o quella organizzata dal giornalista Gianni Minoli in una puntata della trasmissione televisiva di Rai2 Mixer su presunti brogli nel referendum popolare per la scelta tra monarchia e Repubblica, tenutosi nel 1946 in Italia.

## In internet
Con l'avvento del world wide web si è avuta la moltiplicazione delle fonti d'informazione disponibili a tutti e gratuitamente. Navigando sul web, i lettori possono ricavare autonomamente tutte le notizie di cui hanno bisogno. Di conseguenza, una  buona parte del lavoro delle redazioni si è concentrata sul fornire loro tutte le notizie, piuttosto che trovare le notizie che i giornali concorrenti non hanno.
Per questo, negli anni dopo il 2000 la spinta allo scoop si è di molto ridotta.